# Бидановське сільське поселення
Бида́новське сільське поселення (рос. Быдановское сельское поселение) — адміністративна одиниця у складі Білохолуницького району Кіровської області Росії. Адміністративний центр поселення та єдиний населений пункт — присілок Биданово.

## Історія
Станом на 2002 рік на території сучасного поселення існували такі адміністративні одиниці:
- Бидановський сільський округ (селище Сергіно, присілок Биданово)

Поселення були утворені згідно із законом Кіровської області від 7 грудня 2004 року № 284-ЗО у рамках муніципальної реформи шляхом перетворення Бидановського сільського округу.

## Населення
Населення поселення становить 454 особи (2017; 455 у 2016, 459 у 2015, 461 у 2014, 453 у 2013, 473 у 2012, 482 у 2010, 535 у 2002).

## Склад
До складу поселення входить 1 населений пункт:
| Населений пункт    | Населення, осіб (2002) | Населення, осіб (2010) |
| ------------------ | ---------------------- | ---------------------- |
| Биданово, присілок | 535                    | 482                    |
| Сергіно, селище    | 0                      | -                      |